# Obersaxen Mundaun
Obersaxen Mundaun est une commune suisse du canton des Grisons, située dans la région de Surselva.

## Histoire

Vue aérienne (1970).

La commune a été créée le 1er janvier 2016 par fusion d'Obersaxen et Mundaun.